# Stef Broenink
Stefan (Stef) Broenink (Gouda, 19 september 1990) is een Nederlands roeier. Hij won met Melvin Twellaar in de dubbeltwee goud op het EK 2020 en zilver op het EK 2021. Op de Olympische Zomerspelen 2020 en 2024 wonnen hij en Twellaar een zilveren medaille. Bij de Wereldkampioenschappen van 2023 in Belgrado behaalden ze overtuigend het goud.

## Levensloop
Hij begon met roeien bij KSRV Njord in Leiden, waar hij studeert. In 2018 maakte hij deel uit van de nationale dubbelvier die op enkele wereldbekerwedstrijden zilver wist te behalen. Nadat hij begin 2019 uit de dubbelvier was gezet keerde hij terug naar de skiff. Daarin behaalde hij dat jaar bij de Europese Kampioenschappen in het Zwitserse Luzern het zilver, achter de Duitser Oliver Zeidler. Met zijn plek in de finale haalde Broenink ook een olympisch startbewijs voor de skiff, hoewel daarmee nog niet zeker was dat Broenink inderdaad als skiffeur naar Tokio zou gaan.
Begin 2020 werden Broenink en Melvin Twellaar aangewezen als koppel voor de Spelen. Het duo behaalde een gouden medaille op de Europese kampioenschappen in het najaar van 2020. Het jaar daarop wonnen zij zilver in het Italiaanse Varese.
Broenink en Twellaar wonnen in juli 2021 op de Olympische Spelen in Tokio een zilveren medaille. In de heats hadden zij zelfs nog een olympisch record van 6.08,38 geroeid maar in de finale was de Franse dubbeltwee, in een nieuw olympisch record, hen te snel af.

## Resultaten

### Olympische Zomerspelen
| Jaar | Plaats | Resultaten       |
| ---- | ------ | ---------------- |
| 2020 | Tokio  | in de dubbeltwee |
| 2024 | Parijs | in de dubbeltwee |

### Wereldkampioenschappen roeien
| Jaar | Plaats   | Resultaten          |
| ---- | -------- | ------------------- |
| 2022 | Račice   | 4e in de dubbelvier |
| 2023 | Belgrado | in de dubbeltwee    |

### Europese kampioenschappen roeien
| Jaar | Plaats | Resultaten       |
| ---- | ------ | ---------------- |
| 2019 | Luzern | in de skiff      |
| 2020 | Poznań | in de dubbeltwee |
| 2021 | Varese | in de dubbeltwee |
| 2023 | Bled   | in de dubbeltwee |